# I tre tenori (programma televisivo)
I tre tenori è stato uno speciale televisivo andato in onda su Canale 5 il 29 novembre 1998, che vedeva Maurizio Costanzo ed Enrico Mentana intervistare i pionieri della televisione italiana sulla loro carriera e vita privata: Mike Bongiorno, Corrado (alla penultima apparizione televisiva prima della scomparsa, avvenuta l'8 giugno 1999) e Raimondo Vianello.
Essendo trasmesso di domenica sera, quando andava in onda Pressing su Italia 1, per evitare la doppia esposizione Vianello ha abbandonato a metà serata il programma: tale pretesto è servito a far entrare in scena Sandra Mondaini, che ha così preso il posto del marito raccontando aneddoti che l'hanno vista protagonista assieme a Mike e a Corrado.
La trasmissione - durante la quale è stato proposto anche un videointervento di Paolo Bonolis rivolto a Mike - ha avuto l'accompagnamento pianistico del maestro Roberto Pregadio, noto per la sua trentennale collaborazione con Corrado nello "storico" programma La Corrida - Dilettanti allo sbaraglio.
L'Auditel registrò il 21% di share e 5,5 milioni di spettatori, anche se su Rai 1 Lo Zecchino d'Oro ottenne il 27% di share e 7 milioni di spettatori.
Il 26 marzo 1999 è seguita un'altra serata dal titolo In ordine alfabetico, realizzata sempre da Costanzo e Mentana con tre primattori della commedia all'italiana quali Vittorio Gassman, Alberto Sordi e Monica Vitti.
Dopo vent'anni, l'11 aprile 2019 i due giornalisti riportano in auge tale formula all'interno di una puntata speciale del Maurizio Costanzo Show, intervistando gli odierni "tre tenori" del piccolo schermo: Paolo Bonolis, Carlo Conti e Gerry Scotti. L'Auditel ha registrato il 16,31% di share e 1,2 milioni di telespettatori, mentre su Rai 1 Porta a Porta ha ottenuto il 10,30% di share e 868.000 telespettatori.
Ad ordine invertito, il 25 febbraio 2023 I tre tenori e In ordine alfabetico vengono riproposti in prima serata su Canale 5 sostituendo la trasmissione C'è posta per te, che era stata sospesa a causa della morte di Maurizio Costanzo avvenuta il giorno prima.